# 佐藤宗司
佐藤 宗司（さとう そうじ、1932年11月20日 - 2008年）は日本の経営者。群馬県出身。慶応義塾大学法学部卒。慶応連合三田会 須藤研究会OB会会長。生前は、近藤電機工業、近藤電機株式会社、近藤シルバニア、GTE近藤シルバニア株式会社の各取締役社長を経て、日本フィリップス相談役およびフィリップス・ライティング株式会社取締役社長を経て会長。

## 略歴
群馬県立太田高等学校卒業。日本医科大学医学部医学科中退。1956年インドネシア共和国バンドン市で開催されたアジア・アフリカ学生会議に慶應義塾大学在学中、日本ユネスコ学生連盟代表で出席。1958年慶應義塾大学法学部卒業。コロンビア大学留学。カワイ楽器製作所入社後、住友スリーエムを経て、近藤電気株式会社代表取締役社長。佐藤宗司は、近藤電気株式会社を米GTEシルバニアと合併させ、後の近藤シルバニア株式会社、GTE近藤シルバニア株式会社となる。
その後、米GTE社は照明機器部門を市場に売り出し、オランダのフィリップスが買収、GTE近藤シルバニア株式会社は、近藤フィリップスライティング株式会社（17463）となる。
近藤フィリップスライティング株式会社代表取締役社長を経て、フィリップスライティング株式会社代表取締役社長、会長、退任。
元富士電球工業株式会社 取締役。元北沢関税会副会長。元慶應連合三田会須藤研究会OB会（ゼミナール）会長。元（社）日本電球工業会（現: JLMA 一社 日本照明工業会）会友。元IBSA 国際ビジネス研究会会長。元DISTANCE LEARNING CENTER Director of Recrument。元日本外国特派員協会正会員

## 佐藤家
群馬人名字典によると、佐藤家の先祖は四条畷で破れた楠木正行の妻 加富貴御前（）を護ってこの町に落ちのびて来た十六人衆のひとりで、群馬・大泉町長を務めた父の佐藤金作は几帳面な方であった（『医者たちの跫音 日本医家の苦労話』より「佐藤隆一の軌跡 ー 実験用鼠「ドンリュウを育てた外科医」P.113より抜粋）。十六人衆とは「小泉十六氏」であり楠木正行の家臣である。小楠公正室加富貴御前ゆかりの寺「曹洞宗 天徳山 宝寿院」（群馬県邑楽郡大泉町大字寄木戸1114）のHP 曹洞宗 天徳山 宝寿院「由緒・縁起」より「小泉十六氏」についての文献（PDF）がダウンロード可能。内田伝次郎説による群馬県大泉町に伝わる伝承がPDFに記載されている。
内田伝次郎は昭和五七年一一月 練馬区長 田畑健介「練馬区独立三十周年記念 練馬区史 歴史編」を早稲田大学名誉教授 滝口宏 (1968 - 1976)や郷土史研究の権威である島野伝五郎と共に編集 / 執筆した人物である。天徳山 宝寿院は、南北朝時代の南朝の忠臣 楠木正成公（大楠公）嫡子 楠木正行公（小楠公）の妻 加富貴御前の開基と伝えられる。加富貴御前は16名の家臣（小泉十六氏）とともに上野国小泉に逃れ来て、そこに一族供養のための法志庵という草庵を結んだ（現大泉町立北小学校敷地内南西部）。加富貴御前は、南北朝統一10年後の1402年（応永9年）に亡くなったとされているが、御前の死後、突如白蛇が現れたことから、小泉十六氏 一族は御前を神格化し、御前と楠木正成・正行父子を祭神とする尉兼明神を祀った。
小泉十六氏とは、先鋒関口門之丞以下、中 帯刀、真下、久保田、佐藤、内田、山口、飯塚、金子、河内、橋本、金井、川島、飯田、原口の各氏である（一氏不明）。なお、中（那珂？）家には、昭和37年に三笠宮崇仁親王が大泉を訪れた際に拝謁されたという「建武二年 楠木正成」の銘のある「亀蛇の鈴」なるものが、代々相伝されているという。また、太田市古戸町在住の原口家の現当主である原口榮一によると、先祖は摂津から来たと代々言い伝えられてきたとのことであり、小泉十六氏についても小泉十六騎と言い伝えてきたとのことである。佐藤家でも、先祖は伊勢から移り住んだと言い伝えられているとのことである。摂津も伊勢も南朝ゆかりの地である。参考文献 河内悟作著 「大泉の史跡を訪ねて」他 、曹洞宗 天徳山 宝寿院「由緒・縁起」より「小泉十六氏」についての文献（PDF）より抜粋。

## 親族
- 実兄は佐藤隆一（1920-1983年 日本の医学者 慶応義塾大学医学部卒 医学博士、元国立ガンセンター内分泌治療研究室長、日本実験医学研究所所長（現 SRD生物センター[17]）、吉田富三博士が発見したラットの腹水癌である吉田肉腫の植えつけに成功したドンリウラットの開発者 ）。
- 妻は麗子（1934年-　東洋音楽短期大学卒 現:東京音楽大学、永井進に師事、昭和36-54年 東京音楽大学ピアノ科講師）。
- 妻 麗子の上の兄は大岩泰[18]（東京大学法学部卒、元通産省官僚）。泰の妻の父は馬淵逸雄（陸軍少将）、泰の妻の妹 栄子の配偶者は 原田泰夫（1923-2004年、将棋棋士九段、日本将棋連盟会長[1961-67年]）。
- 妻 麗子の下の兄は大岩昭雄（東京工業大学卒、元東芝役員で原子炉の設計者）[19]、昭雄の妻は照子（東京薬科大学卒、東薬会[20]相談役《大02》）照子の実弟は 大木一三（元日本大学教授、日本大学歯学部付属歯科病院[21]院長、歯学部局部床義歯学）
- 実娘はピアニストの佐藤ひでこ。

## 会社概要
- 1927年8月：元慶應義塾大学教授須藤次郎の義父が、近藤電気工業所を創業、映写用ランプ／投光用ランプの製造を開始
- 19--年-月：近藤電気株式会社と社名変更、 須藤次郎より慶応義塾大学法学部須藤ゼミ門下の佐藤宗司が受け継ぎ、代表取締役社長に就任する
- 1968年4月：GTEシルバニア社との合弁、技術援助契約を締結
- 1972年11月：近藤シルバニア株式会社と社名を変更、カメラ用フラッシュキューブの生産販売開始
- 1973年1月：宮城県河北町に工場を建設し、ハロゲンランプの製造を開始、他社に先がけ映写用ダイクロイックコーティングリフレクター付ハロゲンランプをリリース
- 1992年10月：GTEシルバニア社との合弁契約を解消し、フィリップスライティングホールディング B.V. と合弁契約を締結
- 1993年2月：近藤フィリップスライティング株式会社と社名を変更
- 1995年1月：メタルハライドランプの製造を開始
- 1995年10月：フィリップスライティング株式会社と社名変更
- 1997年11月：ISO 9001 認証取得
- 1998年4月：輸出販売業務を日本フィリップス照明機器事業部からフィリップスライティング株式会社に移行
- 佐藤宗司の会長退任後フィリップスライティング株式会社（フィリップスライティングホールディングB.V. [22]）品川の本社の照明部門はフィリップスライティングに、仙台の河北工場は、河北ライティングソリューションズ株式会社[23]となり、現在に至る。
- フィリップスとの合併前の近藤シルバニア株式会社は、本社は東京都世田谷区経堂、工場は、仙台の河北、及び茨城県の土浦にあった。

## 文献
- 整理番号：98A0429870「製品のグローバル化が売上を伸ばす Globalization of products for growth of sales.」『自動化技術』1998年04月（IBSA国際ビジネス研究会）

## 参考資料
- MIDC GROUP HP M&A Review Vol.6 No12（1992年12月米国親会社のドライな売却 近藤シルバニア株式会社　代表取締役社長 佐藤宗司
- MIDC GROUP HP M&A Review Vol.10 No5（1996年5月買収・被買収会社間の融合と統廃合にむけての着眼点 フィリップス・ライテイング株式会社 元取締役会長 佐藤宗司
- 『電球工業会報』（季刊号）No.455（2003.4）随想「随想＝転じて取材記事2題」“その1”
- 『電球工業会報』（季刊号）No.457（2003.7）随想「随想＝転じて取材記事2題」“その2”
- 『電球工業会報』（季刊号）No.461（2004.1）随想「流行歌を紡いだ人々」
- 『電球工業会報』（季刊号）No.465（2004.7）随想「60年が過ぎた江田島の旧海軍兵学校」
- 『電球工業会報』（季刊号）No.473（2005.7）随想「日本人の意識変化」
- 『電球工業会報』（季刊号）No.479（2006.4）随想「宝塚90年の歩み」小川甲子講演会を聴いて
- 『電球工業会報』（季刊号）No.485（2007.1）追悼「36年間を顧みる」
- 『電球工業会報』（季刊号）No.491（2007.10）随想 砕氷船「しらせ」体験乗船
- 河北ライティングソリューションズ株式会社
- フィリップスライティング株式会社